# 선전 지하철 5호선
선전 지하철 5호선(환중선)(중국어: 深圳地铁5号线（環中線）)은 선전 지하철에서 운영중인 노선 중 하나이다. 선로는 서쪽의 첸하이완에서 시작하여, 동쪽의 황베이링에서 끝나며, 전 구간 47.393 km 거리이며,, 이중 42.8 km은 지하 구간이다. 총 34개의 역이 있으며, 이중 2개의 고가역(탕랑역과 창랑피역)이 있다.
5호선은 2007년에 착공되어, 2011년 6월 22일개에 개통하였다. 개통 초기 운영은, 5호선 열차가 37대로 운행하였으며, 전일 여객 수송량은 40만여명이었다.; 시간이 지난 후, 열차는 74대로 운행되며, 전일 여객 수송량은 100만여명이다.

## 노선 형태
5호선은 선전시 도시 개발 제2권역에 위치한 도시 철도 노선이다. 5호선은 첸하이완역에서 시작하여, 바오안 센터,신안 구 지역, 시리, 선전 대학성, 룽화 2선확장구, 반톈, 부지, 뤄후 둥후 구 지역 등의 구역을 거치고, 2호선과 8호선의 황베이링역까지 이른다. 본 선로에 1곳의 차량기지와 1곳의 주차장이 노선에 나란히 가설되어 있으며, 각각 탕랑(塘朗)과 상수이징(上水徑)에 위치해 있다.
본 노선은 선전시 제1,2구역 층을 관통하는 노선으로, 난산구(첸하이선샹 현대 복무업 합작구, 前海深港现代服务业合作区)에서 출발하여, 바오안구, 난산구, 룽화구, 룽강구, 뤄후구를 거치며, 도시의 동부,중부,서부의 3개 개발축, 10개 궤도 교통 노선과 환승한다. 이중, 첸하이완역, 선전 북역, 부지역은 2개 이상 노선으로 갈아탈 수 있는 역이다. 계획에 따르면, 5호선은  7개의 복합 환승 센터로 바오안 센터역, 링즈역, 시리역, 선전 북역, 우허역, 타이안역, 황베이링역이 조성될 계획이다.

## 연혁
- 2011년 6월 22일 - 첸하이완역-황베이링역 구간 개통.[5]
- 2011년 8월 - 다이아 개정에 의해 증편예정.[5]
- 2013년 10월 17일 - 공식 블로그(웨이보)에서 노선명을 5호선으로 발표.[6]
- 2019년 9월 28일 - 츠완역-첸하이완역 구간 개통.

## 역 목록
| 역명                   | 역명(간자체) | 영문명                 | 환승역                     | 구간 거리 km | 누적 거리 km | 위치     |
| ---------------------- | ------------ | ---------------------- | -------------------------- | ------------ | ------------ | -------- |
| 츠완 (착완)            | 赤湾         | Chiwan                 | ■ 2호선                    |              |              | 난산구   |
| 리완 (려완)            | 荔湾         | Liwan                  |                            |              |              | 난산구   |
| 톄루공원 (철로공원)    | 铁路公园     | Railway Park           |                            |              |              | 난산구   |
| 마완                   | 妈湾         | Mawan                  |                            |              |              | 난산구   |
| 첸완공원 (전완공원)    | 前湾公园     | Qianwan Park           |                            |              |              | 난산구   |
| 첸완 (전완)            | 前湾         | Qianwan                | ■ 9호선                    |              |              | 난산구   |
| 구이완 (계완)          | 桂湾         | Guiwan                 |                            |              |              | 난산구   |
| 첸하이완 (전해안)      | 前海湾       | Qianhaiwan             | ■ 1호선 ■ 11호선           | 0.00         | 0.00         | 난산구   |
| 린하이 (임해)          | 临海         | Linhai                 |                            | 1.40         | 1.40         | 바오안구 |
| 바오화 (보화)          | 宝华         | Baohua                 |                            | 0.90         | 2.30         | 바오안구 |
| 바오안 센터 (보안중심) | 宝安中心     | Bao'an Center          | ■ 1호선                    | 0.60         | 2.90         | 바오안구 |
| 판선 (팬선)            | 翻身         | Fanshen                |                            | 0.85         | 3.75         | 바오안구 |
| 링즈 (링지)            | 灵芝         | Lingzhi                | ■ 12호선                   | 1.50         | 5.25         | 바오안구 |
| 훙랑 북 (홍량복)       | 洪浪北       | Honglang North         |                            | 0.90         | 6.15         | 바오안구 |
| 싱둥 (흥동)            | 兴东         | Xingdong               |                            | 1.15         | 7.30         | 바오안구 |
| 류셴둥 (루선동)        | 留仙洞       | Liuxiandong            | ■ 13호선 (공사중)          | 2.65         | 9.95         | 난산구   |
| 시리 (서려)            | 西丽         | Xili                   | ■ 7호선                    | 1.00         | 10.95        | 난산구   |
| 대학성                 | 大学城       | University Town        |                            | 1.30         | 12.25        | 난산구   |
| 탕랑                   | 塘朗         | Tanglang               |                            | 3.60         | 15.85        | 난산구   |
| 창랑피 (장랭파)        | 长岭陂       | Changlingpi            |                            | 1.55         | 17.4         | 난산구   |
| 선전 북역              | 深圳北站     | Shenzhen North Station | ■ 4호선 ■ 6호선 선전 북역  | 2.50         | 19.90        | 룽화구   |
| 민즈 (민지)            | 民治         | Minzhi                 |                            | 1.30         | 21.20        | 룽화구   |
| 우허 (오화)            | 五和         | Wuhe                   | ■ 10호선                   | 2.30         | 23.50        | 룽강구   |
| 반톈 (반전)            | 坂田         | Bantian                |                            | 1.05         | 24.55        | 룽강구   |
| 양메이 (양미)          | 杨美         | Yangmei                |                            | 0.95         | 25.50        | 룽강구   |
| 상수이징 (상수경)      | 上水径       | Shangshuijing          |                            | 2.65         | 28.15        | 룽강구   |
| 샤수이징 (하수경)      | 下水径       | Xiashuijing            |                            | 1.10         | 29.25        | 룽강구   |
| 창룽 (장용)            | 长龙         | Changlong              |                            | 0.80         | 30.05        | 룽강구   |
| 부지 (부계)            | 布吉         | Buji                   | ■ 3호선 ■ 14호선 선전 동역 | 1.10         | 31.15        | 룽강구   |
| 바이거룽 (백각룡)      | 百鸽笼       | Baigelong              |                            | 1.15         | 32.30        | 룽강구   |
| 부신                   | 布心         | Buxin                  |                            | 1.95         | 34.25        | 뤄후구   |
| 타이안 (태안)          | 太安         | Tai'an                 | ■ 7호선                    | 0.90         | 35.15        | 뤄후구   |
| 이징 (이경)            | 怡景         | Yijing                 |                            | 2.05         | 37.2         | 뤄후구   |
| 황베이링 (황배랭)      | 黄贝岭       | Huangbeiling           | ■ 2호선                    | 1.55         | 38.75        | 뤄후구   |
|                        |              |                        |                            |              |              |          |

## 철도 차량
| 유형                         | 도입년도    | 차량대수 | 구조                 | 참고                 |
| ---------------------------- | ----------- | -------- | -------------------- | -------------------- |
| A형차량(A型车辆), 1차 도입분 | 2009 - 2012 | 30       | Tc＋Mp＋M＋M＋Mp＋Tc | 주저우 전력기차 제조 |
| A형차량(A型车辆), 2차 도입분 | 2015        | 21       | Tc＋Mp＋M＋M＋Mp＋Tc | 창춘 궤도객차 제조   |

## 같이 보기
- 선전 지하철